# Луговая (река, впадает в Судаковское озеро)
Лугова́я (фин. Norsjoki) — река в России, протекает по Приозерскому району Ленинградской области. Относится к бассейну реки Вуоксы. Впадает в Судаковское озеро, длина реки — 13 км.

## Данные водного реестра
По данным государственного водного реестра России относится к Балтийскому бассейновому округу, водохозяйственный участок реки — Водные объекты бассейна озера Ладожское без рек Волхов, Свирь и Сясь, речной подбассейн реки — Нева и реки бассейна Ладожского озера (без подбассейна Свирь и Волхов, российская часть бассейнов). Относится к речному бассейну реки Нева (включая бассейны рек Онежского и Ладожского озера).
Код объекта в государственном водном реестре — 01040300212102000009454.